# SACM MGO
 (mars 2011).
Si vous disposez d'ouvrages ou d'articles de référence ou si vous connaissez des sites web de qualité traitant du thème abordé ici, merci de compléter l'article en donnant les références utiles à sa vérifiabilité et en les liant à la section « Notes et références ».

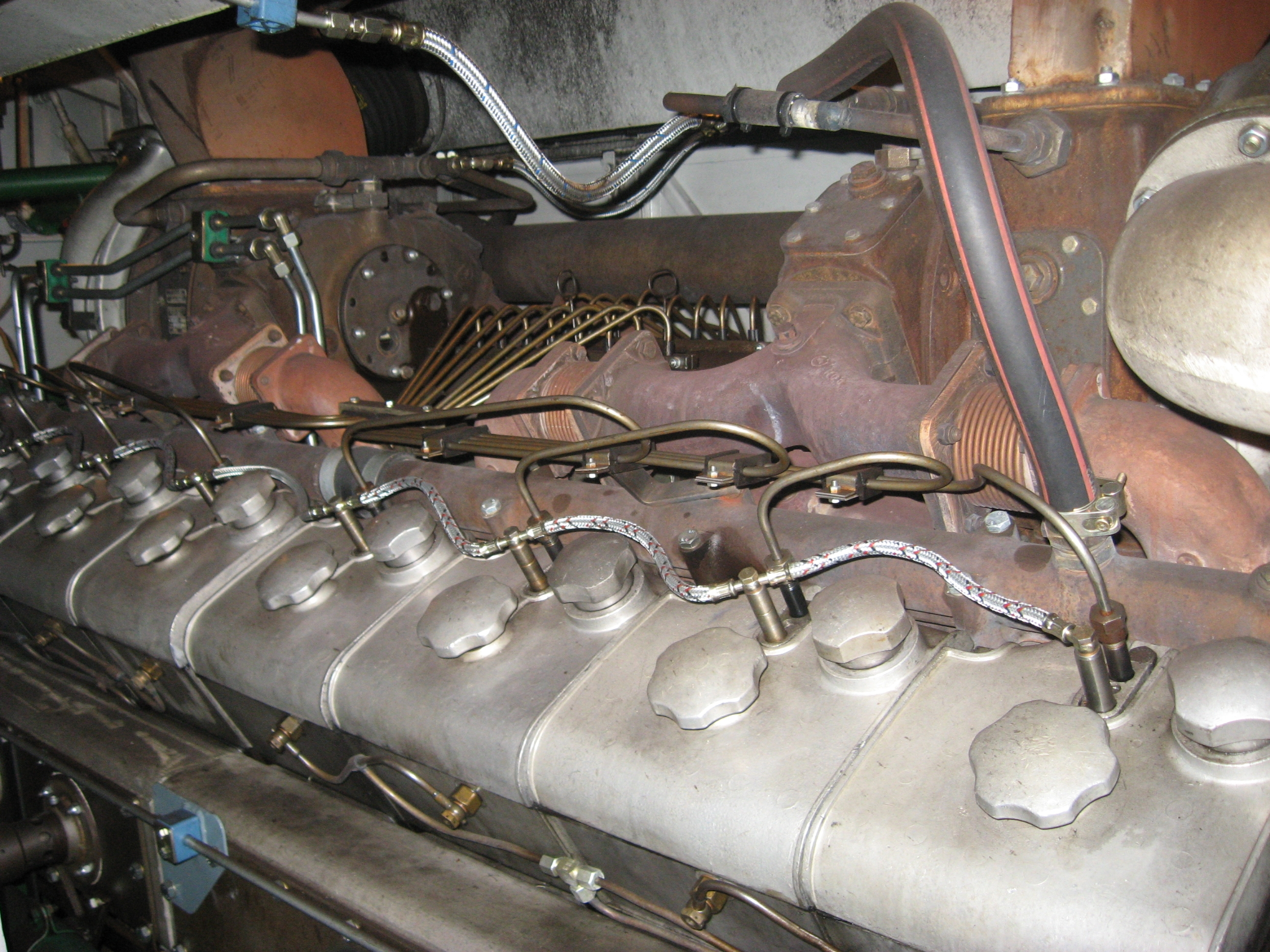
Moteur MGO V16 BSHR

Les moteurs MGO (MAREP-Grosshans-et-Ollier) sont des gros moteurs Diesel construits en plusieurs milliers d'exemplaires pour l'industrie, par la Société Alsacienne de Constructions Mécaniques (SACM, aujourd'hui Wärtsilä à Mulhouse).
Ce sont des moteurs Diesel à quatre temps, simple expansion. De nombreuses versions ont été conçues et développées entre 1951 et 1957. La qualité, la puissance, la fiabilité et la longévité de ces moteurs leur a valu d'être souvent qualifiés de "fabuleux moteurs MGO" par tous les amateurs connaisseurs de trains. Leur son rauque de fonctionnement caractéristique en échappement libre, surtout lors de leur montée en régime et du passage des crans d'accélération (X 2800), était reconnaissable entre tous.

## Historique
Après la Seconde Guerre mondiale, la Société Anonyme de Recherche et d'Exploitation Pétrolière (MAREP) lance un programme de recherche et de développement de moteurs Diesel.
Deux ingénieurs associés présentent alors leurs projets : M. Grosshans et M. Ollier.
L'ingénieur Grosshans est déjà connu pour avoir réalisé, lorsqu'il travaillait encore chez Renault, les moteurs type 517 de la Régie Nationale. Ces moteurs, variables en puissance, ont connu leurs heures de gloire dans l'industrie ferroviaire et navale. Ils ont été utilisés sur de nombreux autorails et locomotives, et sur quelques navires. Mais Renault n'a pas souhaité donner suite au projet, et la production de ces moteurs s'arrêtera en même temps que les productions ferroviaires.
Lorsque MAREP contacta M. Grosshans, les plans d'un futur moteur standard étaient déjà définis. C'est ainsi que naquirent ces moteurs MGO (MAREP-Grosshans-et-Ollier).
Les premiers prototypes sont assemblés en 1951 par la "Société Surgèrienne de Constructions Mécaniques" (SSCM), qui fabrique également les fameux moteurs Poyaud.
Ils sont testés aux bancs d'essais pendant plusieurs mois. 
Le premier engin à recevoir un moteur de ce type est l'autorail Renault X-4103 type ADP. Plus tard, ce moteur sera transféré sur une locomotive de manœuvre ex-PLM.
Les différents essais étant concluants, les premiers moteurs de série sont produits par la Société Alsacienne de Constructions Mécaniques (SACM), qui en a obtenu la licence de fabrication.
À la fin des années 1950, une version plus aboutie et plus puissante voit le jour : le type AGO (pour Alsacienne-Grosshans-et Ollier).
Au total, plus de 7 000 moteurs de ce type ont été construits.

## Caractéristiques techniques principales
Les moteurs MGO ne sont pas tous identiques. Divers paramètres peuvent changer :
- Ainsi, le nombre de cylindres varie de 6 (en ligne) à 16 (disposés en V) ;
- La puissance nominale varie de 300 ch (220 kW) à 1 600 ch (1 178 kW) ;
- Les moteurs peuvent être suralimentés ou non, recevoir des systèmes de réfrigération par eau / air / huile, etc ;
- La suralimentation peut se faire avec des turbo-compresseurs "Brown-Boveri", "Napier", "Hispano-Suiza" ou "Holset".

Sauf pour les prototypes, tous les moteurs ont des caractéristiques communes :
- l'injection est directe ;
- l'alésage des cylindres est de 175 mm ;
- la course des pistons est de 180 mm (192 mm côté biellettes pour les moteurs en V) ;
- la vitesse moyenne du piston est de 9 m/s à 1 500 tr/min (9,6 m/s côté biellettes pour les moteurs en V) ;
- les cylindres sur les moteurs "en V" sont disposés à 60° ;
- le bloc moteur est une pièce moulée en fonte d'un seul morceau (sauf pour les X 2800 où il est en acier assemblé par mécano-soudure).

## Applications
Applications ferroviaires

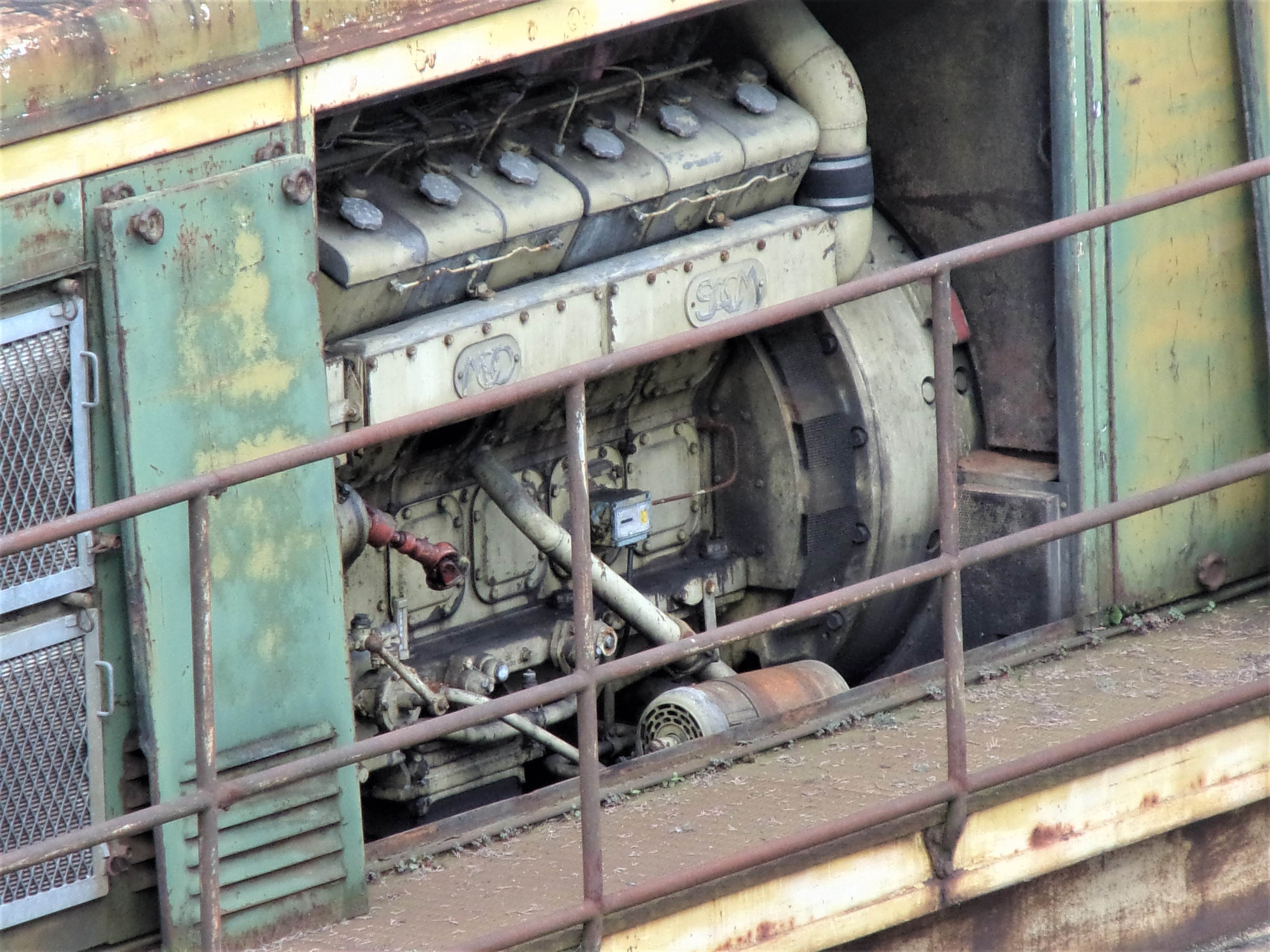
Moteur MGO V12 de la BB 63854 (Saint-Pierre-des-Corps).

Lorsque la SNCF lance le programme de « diéselisation » de son parc à grande échelle, elle se tourne vers des moteurs jugés « fiables ». Ainsi, les premières séries de locomotives Diesel 040 DE et 060 DA (renumérotées en BB 63000 et CC 65500 après 1962) sortent équipées de moteurs types Sulzer.
Mais après des essais concluants des premiers moteurs MGO, celui-ci devient un nouveau standard de la motorisation ferroviaire française dans les années 1955 à 1970.
Ainsi, les séries suivantes sortiront avec ce nouveau moteur :
- Locomotives diesels électriques :BB 63400, BB 63500, CC 65000, BB 66000, BB 66400.
- Autorails de moyenne puissance :X 2720, X 2770, X 2800, X 4200.

Outre la SNCF, l'ensemble des locomotives dérivées des séries ci-dessus et livrées à l'export seront équipées de MGO, comme les NS 2400 (futures BB 62400 de la SNCF), les locomotives à voies étroites des FEVE (Espagne), les FCGR 5200 argentines et les CFA 060 DC algériennes, ainsi que les nombreuses locomotives livrées par Brissonneau et Lotz dans le monde entier.
Les autorails livrés dans l'ex Empire colonial français d'Afrique et dérivés des X 2800 sont également livrés avec le MGO, comme les CFA ZZN 11-15 algériens.
Applications maritimes
Des moteurs MGO ont été montés pour entrainer des groupes-électrogène sur différents navires de la Marine Nationale. Sur les escorteurs d'escadre Classe T 47, on trouvait aussi deux moteurs V12 atmosphériques : un au compartiment Machine Avant et l'autre à la Chaufferie Arrière.
Sur les Bâtiments de Soutien Logistique type "Garonne", quatre groupes-électrogène V8 suralimentés : deux à la Machine et deux autres dans le compartiment des auxiliaires.
Le navire océanographique Le Suroît de l'Ifremer a également été équipé de moteurs MGO.
Applications dans l'industrie
EDF s'est aussi équipé de groupes électrogènes entrainés par des V12 et V16 MGO, on y trouve aussi bien des V12 A non suralimenté de 450 kW, comme des 825 ch. Ces moteurs entrainent des génératrice de 600 kVA.